# Baryczka (Basses-Carpates)
Pour les articles homonymes, voir Baryczka.
Baryczka est une localité polonaise de la gmina de Niebylec, située dans le powiat de Strzyżów en voïvodie des Basses-Carpates.